# Bunuri mobile din domeniul arheologie clasate în patrimoniul cultural național al României aflate în județul Timiș
Acestă listă conține bunurile mobile din domeniul arheologie clasate în Patrimoniul cultural național al României aflate la momentul clasării în județul Timiș.

## Tezaur
| Foto | Informații generale            | Detalii tehnice | Descriere | Deținător                               | Legături |
| ---- | ------------------------------ | --- | --- | --------------------------------------- | -------- |
|      | Ploscuță de pelerin            | Datare: sec. VI-VII p.Chr. Descoperit: jud. MEHEDINȚI, com. MUNICIPIUL ORȘOVA, Dierna Material: cretă; modelare în tipar                                                                           | Ploscuță de formă rotundă, cu două toarte așezate în unghi drept și gura rotundă, cu buza lată și dreaptă. Ploscuța este decorată pe ambele părți cu un medalion bordat de o perlură, în interiorul căruia este reprezentat Sfântul Mina, în poziție verticală, flancat de două cruci în dreptul capului. Brațele sunt larg deschise și palmele în poziție de orantă. Sf. Mina este înconjurat de animale. Astfel de ploscuțe erau umplute cu mir de la mânăstirea Sf. Mina din Nordul Africii. | Muzeul Național al Banatului, Timișoara | Cimec    |
|      | Situlă cu cruce                | Datare: sec. V - VI p.Chr. Descoperit: jud. TIMIȘ, com. PERIAM Material: Situlă realizată din cupru, prin batere și prin tehnica au repousse, gravare, lipire și nituire; reparată prin cositorire | Situla a fost lucrată din tablă subțire de cupru, are corpul tronconic, bombat în jumătatea sa inferioară, gâtul svelt, gura largă cu buza rulată la exterior. Torțile, de formă cordiformă și cu o verigă pentru prins mânerul, erau fixate cu câte două nituri de partea superioară a căldării, sub buză. Se mai păstrează doar o toartă, cealaltă este ruptă. Mânerul nu s-a păstrat. Fundul situlei este inelar și are înscrisă în interior o cruce, realizată în tehnica au repousse. Crucea are brațele egale, de formă triunghiulară, și a fost realizată prin ciocănire. Crucea este reliefată înspre interiorul vasului. Situla are gravată o linie la baza umărului. În partea inferioară, situla pare să fi fost reparată în vechime prin cositorire, posibil ca să astupe spărturi apărute în peretele vasului. Situla a fost cositorită și în interior, aproape în întregime. Partea inferioară a vasului are ușoare deformări generate probabil de degradarea sa ca urmare a folosinței îndelungate. | Muzeul Banatului, Timișoara             | Cimec    |
|      | Sabie                          | Datare: secolele I-II p.Hr. Școală: atelier artizanal Dimensiuni: L teacă: 27,5 cm; l teacă 2,8 cm Material: fier; batere                                                                          | sabie cu lamă curbă, secțiunea triunghiulară, mânerul gardă rupt în două, prevăzut cu trei lituri. Pe una din fețele lamei, sub muchie, decor vegetal și geometric. Teaca este fragmentară, dintr-o tablă îndoită pe trei sferturi, în vârful tecii, un disc. | Colecție particulară, Timișoara         | Cimec    |
|      | Spadă                          | Datare: sec. VIII Descoperit: jud. TIMIȘ, com. MUNICIPIUL TIMIȘOARA, Podul Modoș Material: fier; forjare; călire                                                                                   | Spadă cu tăiș; are vârful rupt; se mai păstrează limba de la mâner. | Muzeul Banatului, Timișoara             | Cimec    |
|      | Pumnal                         | Datare: sec. VIII Descoperit: jud. TIMIȘ, com. MUNICIPIUL TIMIȘOARA, Podul Modoș Material: fier; forjare; călire                                                                                   | Pumnal care mai păstrează urme ale tecii de lemn; are un buton de fixare, de formă globulară. | Muzeul Banatului, Timișoara             | Cimec    |
|      | Limbă de curea                 | Datare: sec. VIII Descoperit: jud. TIMIȘ, com. MUNICIPIUL TIMIȘOARA, Podul Modoș Material: bronz; turnare; nituire                                                                                 | Limbă de curea din bronz, ajurată, decorată cu flori de crin stilizate. Piesa este compusă din două părți fixate cu nituri. | Muzeul Banatului, Timișoara             | Cimec    |
|      | Aplică antropomorfă            | Datare: sec. VIII Descoperit: jud. TIMIȘ, com. MUNICIPIUL TIMIȘOARA, Podul Modoș Material: bronz; turnare; aurire                                                                                  | Aplică din bronz, turnată, mai păstrează urme de aurire. Aplica este în formă de chip uman, cu trăsăturile puternic reliefate, cu o redare stilizată a coafurii. Piesa este unicat; nu s-au găsit analogii apropiate în bazinul carpatic, deși mai există piese cu reprezentări de chipuri umane. Aplica a fost găsită la vârful tecii unui pumnal. | Muzeul Banatului, Timișoara             | Cimec    |
|      | Aplică de centură              | Datare: sec. VIII Descoperit: jud. TIMIȘ, com. SÂNANDREI Material: bronz; turnare | Aplică de centură din bronz, turnată, ajurată, cu placa dreptunghiulară, decorată cu grifon; de placă este prinsă cu balama un inel cu decor vegetal. | Muzeul Banatului, Timișoara             | Cimec    |
|      | Aplică de centură              | Datare: sec. VIII Descoperit: jud. TIMIȘ, com. SÂNANDREI Material: bronz; turnare | Aplică de centură din bronz, turnată, ajurată, cu placa dreptunghiulară, decorată cu grifon; de placă este prinsă cu balama un inel cu decor vegetal. | Muzeul Banatului, Timișoara             | Cimec    |
|      | Limbă de curea principală      | Datare: sec. VIII Descoperit: jud. TIMIȘ, com. SÂNANDREI Material: bronz; turnare | Limbă de curea din bronz, turnată, ajurată, cu decor vegetal compus din lujeri. | Muzeul Banatului, Timișoara             | Cimec    |
|      | Limbă de curea secundară       | Datare: sec. VIII Descoperit: jud. TIMIȘ, com. SÂNANDREI Material: bronz; turnare | Limbă de curea secundară, din bronz, turnată, ajurată, decorată cu lujeri stilizați. | Muzeul Banatului, Timișoara             | Cimec    |
|      | Limbă de curea secundară       | Datare: sec. VIII Descoperit: jud. TIMIȘ, com. SÂNANDREI Material: bronz; turnare | Limbă de curea secundară, din bronz, turnată, ajurată, decorată cu lujeri stilizați. | Muzeul Banatului, Timișoara             | Cimec    |
|      | Aplică de centură              | Datare: sec. VIII Descoperit: jud. TIMIȘ, com. SÂNANDREI Material: bronz; turnare | Aplică de centură din bronz, turnată, decorată cu frunze stilizate. | Muzeul Banatului, Timișoara             | Cimec    |
|      | Aplică de centură              | Datare: sec. VIII Descoperit: jud. TIMIȘ, com. SÂNANDREI Material: bronz; turnare | Aplică de centură din bronz, turnată, decorată cu frunze stilizate. | Muzeul Banatului, Timișoara             | Cimec    |
|      | Aplică de centură              | Datare: sec. VIII Descoperit: jud. TIMIȘ, com. SÂNANDREI Material: bronz; turnare | Aplică de centură din bronz, turnată, decorată cu frunze stilizate. | Muzeul Banatului, Timișoara             | Cimec    |
|      | Aplică de harnașament          | Datare: 1/2 sec. VII Descoperit: jud. TIMIȘ, com. ORAȘ SÂNNICOLAU MARE Material: bronz; presare | Aplică de harnașament, de formă patrulateră, decorată cu spirale, iar în mijloc are un chenar perlat; decorul aplicei reprezintă o floare stilizată. Aplica este în relief. | Muzeul Banatului, Timișoara             | Cimec    |
|      | Ornament în formă de frunză    | Datare: sec. II-IV p.Chr. Descoperit: jud. Timiș, com. SÂNANDREI, CARANI Material: aur; au repousse                                                                                                | Podoabă în formă de frunză. Tăbliță de aur cu decor realizat cu poansonul: o linie punctată la cca. 4 mm de margine, pe lungimea frunzei sunt dispuse trei S-uri din două linii punctate. Piesa a fost găsită în anul 1906, în arătură. Cel mai probabil a fost executată într-un atelier roman pentru mediul sarmatic. | Muzeul Banatului, Timișoara             | Cimec    |
|      | Brățară                        | Datare: sec. XII-XI a.Chr. Material: aur; ciocănire; incizare | Brățară masivă din aur, confecționată din bară rotundă în secțiune, cu capetele desfăcute, ușor îngroșate, ornamentate cu câte o grupă din trei linii oblice incizate. | Muzeul Banatului, Timișoara             | Cimec    |
|      | Inel de buclă                  | Datare: jumătatea mileniului II a.Chr. Descoperit: jud. Timiș, com. MAȘLOC, ALIOȘ Material: aur; turnare; batere                                                                                   | Inelul de buclă a fost făcut dintr-o bară din aur, ușor triunghiulară în secțiune, cu capetele lățite, inegale ca lățime, îndoite spre interior, fără decor. Nervura mediană este aplatizată din fabricație. Piesa a avut, probabil, rolul de inel de legătură. Inelul de buclă este deformat, muchiile acestuia prezentând urmele unor încercări făcute de descoperitor. Inelul de buclă a fost prins într-un lanț desfăcut de către descoperitor. | Muzeul Banatului, Timișoara             | Cimec    |
|      | Inel de buclă                  | Datare: jumătatea mileniului II a.Chr. Descoperit: jud. Timiș, com. MAȘLOC, ALIOȘ Material: aur; turnare; batere                                                                                   | Inelul de buclă a fost făcut dintr-o bară din aur, triunghiulară în secțiune, cu capetele ușor lățite, fără decor. Nervura mediană a piesei este extrem de pronunțată, unul din capete răsucindu-se mult spre interior. Acest capăt are nervura mediană știrbită în urma unui impact, cel mai probabil mecanic, cu un corp tăios. Inelul de buclă a fost prins într-un lanț desfăcut de către descoperitor. | Muzeul Banatului, Timișoara             | Cimec    |
|      | Inel de buclă                  | Datare: jumătatea mileniului II a.Chr. Descoperit: jud. Timiș, com. MAȘLOC, ALIOȘ Material: aur; turnare; batere                                                                                   | Inelul de buclă este o bară din aur, triunghiulară în secțiune, fără decor. Capetele ușor lățite se răsucesc spre interior. Nervura mediană a piesei este pronunțată. Muchia uneia din laturi prezintă urmele unor lovituri cu un corp tăios. Inelul de buclă a fost prins într-un lanț desfăcut de către descoperitor. | Muzeul Banatului, Timișoara             | Cimec    |
|      | Inel de buclă                  | Datare: jumătatea mileniului II a.Chr. Material: aur; turnare; batere | Inelul de buclă a fost făcut dintr-o bară din aur, triunghiulară în secțiune, fără decor. Capetele ușor lățite se răsucesc spre interior. Nervura mediană a piesei este bine pronunțată. | Muzeul Banatului, Timișoara             | Cimec    |
|      | Inel de buclă                  | Datare: jumătatea mileniului II a.Chr. Descoperit: jud. Timiș, com. MAȘLOC, ALIOȘ Material: aur; turnare; batere                                                                                   | Inelul de buclă, în stare fragmentară, a fost făcut dintr-o bară din aur, triunghiulară în secțiune, fără decor. Capetele inelului se lățesc ușor, unul dintre acestea răsucindu-se puternic spre interior. Celălalt capăt a fost desfăcut. Nervura mediană a piesei este pronunțată. Muchia uneia din laturi prezintă urme de ciocănire. Inelul de buclă a fost rupt pe mijloc de descoperitor. Inelul de buclă a fost prins într-un lanț desfăcut de către descoperitor. | Muzeul Banatului, Timișoara             | Cimec    |
|      | Inel                           | Datare: sec. II-III p.Chr. Descoperit: jud. Caraș-Severin, CARANSEBEȘ, Jupa Material: aur; turnare; batere                                                                                         | Inel de aur, din bandă lată, mult lățită spre partea anterioară, unde se află un medalion oval în care sunt reprezentate două mâini împreunate. | Muzeul Banatului, Timișoara             | Cimec    |
|      | Inel de buclă                  | Datare: sec. XII-XI a.Chr. Material: aur; laminare; ciocănire "au repoussé" | Inel de buclă din foiță de aur format din trei alveole lunguiețe în formă de frunză de salcie, decorate cu linii punctate și cercuri; rupt în trei bucăți și restaurat. După restaurare inelul a dobândit forma unei brățări, însăî atât analogiile, cât și dimensiunile reduse indică o podoabă de păr. | Muzeul Banatului, Timișoara             | Cimec    |
|      | Cruce-relicvar                 | Datare: 1/2 sec. XIV Descoperit: Banatski Despotovac, Serbia Material: argint; presare; turnare; lipire; aurire                                                                                    | Cruce relicvariu cu brațele trilobate la capete, are pe capac o reprezentare a lui Isus Hristos răstignit, ale cărui picioare nu s-au mai păstrat. Cele două piese componente ale crucii relicvariu au fost prinse cu balamale; s-a păstrat doar balamaua din partea superioară, cea din partea inferioară este ruptă. În partea superioară are o urechiușă pentru agățare. | Muzeul Banatului, Timișoara             | Cimec    |
|      | Curea - limbă                  | Datare: sfărșit sec. II - 1/2 sec. III p.Chr. Descoperit: jud. Timiș, com. FOENI, FOENI, Necropola Foeni Material: argint; ciocănire; perforare; nituire; gravare                                  | Limbă de curea cu un capăt trapezoidal, prevăzut cu un nit, iar celălalt capăt este oval, cu două orificii de fixare și cu un vârf dreptunghiular, alungit. Pe capătul trapezoidal și pe vârful piesei au fost gravate linii. | Muzeul Banatului, Timișoara             | Cimec    |
|      | Curea - limbă                  | Datare: sfărșit sec. II - 1/2 sec. III p.Chr. Descoperit: jud. Timiș, com. FOENI, FOENI, Necropola Foeni Material: argint; ciocănire; perforare; nituire; gravare                                  | Limbă de curea cu un capăt trapezoidal, prevăzut cu trei nituri, iar celălalt capăt este oval, cu două orificii de fixare și cu un vârf dreptunghiular, alungit. Pe corpul și pe vârful piesei au fost gravate linii. | Muzeul Banatului, Timișoara             | Cimec    |
|      | Curea                          | Datare: sfărșit sec. II - 1/2 sec. III p.Chr. Descoperit: jud. Timiș, com. FOENI, FOENI, Necropola Foeni Material: argint; ciocănire; perforare; nituire; gravare                                  | Limbă de curea cu un capăt trapezoidal, gravat cu două linii, prevăzut cu două nituri, iar celălalt capăt este oval, cu două orificii de fixare și cu un vârf dreptunghiular, alungit. | Muzeul Banatului, Timișoara             | Cimec    |
|      | Curea - limbă                  | Datare: sfărșit sec. II - 1/2 sec. III p.Chr. Descoperit: jud. Timiș, com. FOENI, FOENI, Necropola Foeni Material: argint; ciocănire; perforare; nituire                                           | Limbă de curea cu un capăt trapezoidal, prevăzut cu două nituri, iar celălalt capăt este oval, cu două orificii de fixare și cu un vârf dreptunghiular, alungit. | Muzeul Banatului, Timișoara             | Cimec    |
|      | Cataramă                       | Datare: sfărșit sec. II - 1/2 sec. III p.Chr. Descoperit: jud. Timiș, com. FOENI, FOENI, Necropola Foeni Material: argint; ciocănire; nituire                                                      | Cataramă cu veriga dreptunghiulară, cu placa de formă pătrată, realizată dintr-o foaie îndoită în două, prinsă cu cinci nituri, cu un orificiu pentru spinul cataramei. Nu are decor. | Muzeul Banatului, Timișoara             | Cimec    |
|      | Cataramă                       | Datare: sfărșit sec. II - 1/2 sec. III p.Chr. Descoperit: jud. Timiș, com. FOENI, FOENI, Necropola Foeni Material: argint; nituire; ciocănire "au repoussé"                                        | Cataramă cu veriga de forma literei D și placă dreptunghiulară, compusă dintr-o foaie îndoită în două, prinsă cu cinci nituri, cu un orificiu pentru spinul cataramei. Placa are un decor stilizat ce reprezintă probabil o scenă de vânătoare: o figură umană și animale în mișcare, dintre care unul pare a fi o căprioară sau un animal fantastic (grifon ?). Placa este fixată de verigă și cu ajutorul unor sârme înfășurate în jurul extremităților verigii. | Muzeul Banatului, Timișoara             | Cimec    |
|      | Coif greco-iliric              | Datare: 1/2 sec. VI - sec. IV a.Chr. Descoperit: jud. Timiș, com. GAVOJDIA, GAVOJDIA, În hotar, la N de comună Material: bronz; ciocănire la cald; nituire; incizare; perforare; aplicare          | Realizat dintr-o singură bucată de tablă din bronz, groasă de 2 - 3 mm, prin ciocănire la cald. Calota coifului este ranforsată de două nervuri cu secțiune triunghiulară, puternic reliefate. Deschiderea frontală este de formă trapezoidală, conturată de cele două obrăzare oblice, care sunt separate de apărătoarea de ceafă printr-o tăietură triunghiulară. Cele două nervuri sunt ornamentate cu câte o linie incizată spre exterior, iar între ele, central, longitudinal pe calotă, sunt incizate trei linii subțiri. Apărătoarea de ceafă este dispusă în unghi drept față de calotă. Spre extremitățile celor două obrăzare se află câte o mică perforație, pentru prinderea curelușei de la bărbie. Pe frunte, între cele două nervuri, este fixat un nit cu capul în formă de calotă, căruia îi corespund, spre ceafa coifului, două perforații pentru prinderea unei verigi, care lipsește. Marginea coifului, în întregimea sa, este ornamentată și delimitată prin două nervuri subțiri paralele, între care s-a realizat din nituri succesive un ornament în formă de perlatură. Deasupra tăieturii în unghi ascuțit ce separă obrăzarul stâng de apărătoarea de ceafă se află un ornament în formă de rozetă, cu șase petale, realizat dintr-un metal alb, aplicat ulterior. Pe obrăzarul stâng se disting silueta unui cal și cea a unui călăreț (?), realizate prin aplicarea ulterioară pe foaia de bronz de metal alb. În partea stângă, deasupra unghiului drept al vizierei, se află un ornament nedeslușit (călăreț ?), realizat în aceeași tehnică. Sub butonul frontal este aplicat un ornament din metal alb, din care se distinge bine o nervură șerpuitoare, incizată cu linii scurte paralele. | Muzeul Banatului, Timișoara             | Cimec    |
|      | Pandantiv în formă de potcoavă | Datare: sec. I p.Chr. Descoperit: jud. Timiș, SÂNNICOLAU MARE, Seliște Material: aur; ciocănire; emailare; granulare                                                                               | Pandantiv în formă de potcoavă, compus dintr-un chenar format din bare de aur decorate pe mijloc cu o sârmă perlată care înconjoară un ornament triunghiular bordat de sârmă perlată, care era emailat, dar emailul nu s-a păstrat. Ornamentul triunghiular are lipite la capăt trei cerculețe în care a fost încastrată pastă de sticlă de culoare albastră, care se mai păstrează doar la două dintre ele. Aceste cerculețe sunt dispuse în formă de treflă și sunt lipite de chenarul pandantivului. Cerculețele sunt ornamentate cu sârmă perlată și cu granule. Atât chenarul, cât și ornamentul triunghiular sunt decorate cu granule, în partea superioară, pandantivul are o ureche de prindere tubulară realizată dintr-o plăcuță canelată. Pe revers se observă cum a fost tăiată plăcuța de aur a ornamentului triunghiular și a cerculețelor. | Muzeul Banatului, Timișoara             | Cimec    |
|      | Pandantiv în formă de lacrimă  | Datare: sec. I p.Chr. Descoperit: jud. Timiș, SÂNNICOLAU MARE, Seliște Material: aur; ciocănire; emailare; granulare                                                                               | Pandantiv în formă de lacrimă, din plăcuță de aur, care are în mijloc email de culoare albastru închis. La capătul inferior are dispuse trei lăcașuri rotunde care au câte o granulă în interior. În partea superioară are o ureche de prindere, de formă tubulară, ornamentată cu o granulă. Urechea este realizată din plăcuța de pe reversul piesei. | Muzeul Banatului, Timișoara             | Cimec    |
|      | Pandantiv în formă de lacrimă  | Datare: sec. I p.Chr. Descoperit: jud. Timiș, SÂNNICOLAU MARE, Seliște Material: aur; ciocănire; emailare; granulare                                                                               | Pandantiv în formă de lacrimă, din plăcuță de aur, care are în mijloc email de culoare albastru închis. La capătul inferior are dispuse trei lăcașuri rotunde care au câte o granulă în interior; două dintre granule nu s-au păstrat. În partea superioară are o ureche de prindere, de formă tubulară, ornamentată cu o granulă. Urechea este realizată din plăcuța de pe reversul piesei. | Muzeul Banatului, Timișoara             | Cimec    |
|      | Pandantiv în formă de lacrimă  | Datare: sec. I p.Chr. Descoperit: jud. Timiș, SÂNNICOLAU MARE, Seliște Material: aur; ciocănire; emailare; granulare                                                                               | Pandantiv în formă de lacrimă, din plăcuță de aur, emailul din mijloc nu s-a mai păstrat. La capătul inferior are dispuse trei lăcașuri rotunde care au câte o granulă în interior. În partea superioară are o ureche de prindere, de formă tubulară, ornamentată cu o granulă. Urechea este realizată din plăcuța de pe reversul piesei. | Muzeul Banatului, Timișoara             | Cimec    |
|      | Pandantiv în formă de lacrimă  | Datare: sec. I p.Chr. Descoperit: jud. Timiș, SÂNNICOLAU MARE, Seliște Material: aur; ciocănire; emailare; granulare                                                                               | Pandantiv în formă de lacrimă, din plăcuță de aur, emailul din mijloc nu s-a mai păstrat. La capătul inferior are dispuse trei lăcașuri rotunde care au câte o granulă în interior. În partea superioară are o ureche de prindere, de formă tubulară, ornamentată cu o granulă. Urechea este realizată din plăcuța de pe reversul piesei. | Muzeul Banatului, Timișoara             | Cimec    |
|      | Pandantiv în formă de lacrimă  | Datare: sec. I p.Chr. Descoperit: jud. Timiș, SÂNNICOLAU MARE, Seliște Material: aur; ciocănire; emailare; granulare                                                                               | Pandantiv în formă de lacrimă, din plăcuță de aur, emailul din mijloc nu s-a mai păstrat. La capătul inferior are dispuse trei lăcașuri rotunde care au câte o granulă în interior. În partea superioară are o ureche de prindere, de formă tubulară, ornamentată cu o granulă. Urechea este realizată din plăcuța de pe reversul piesei. | Muzeul Banatului, Timișoara             | Cimec    |
|      | Mărgea tubulară                | Datare: sec. I p.Chr. Descoperit: jud. Timiș, SÂNNICOLAU MARE, Seliște Material: aur; ciocănire; gravare                                                                                           | Mărgea realizată dintr-o foiță de aur canelată; foița este îndoită în formă de cilindru, marginile fiind petrecute. Piesa este ușor deformată. | Muzeul Banatului, Timișoara             | Cimec    |
|      | Mărgea tubulară                | Datare: sec. I p.Chr. Descoperit: jud. Timiș, SÂNNICOLAU MARE, Seliște Material: aur; ciocănire; gravare                                                                                           | Mărgea realizată dintr-o foiță de aur canelată; foița este îndoită în formă de cilindru, marginile fiind petrecute. Piesa este ușor deformată. | Muzeul Banatului, Timișoara             | Cimec    |
|      | Mărgea tubulară                | Datare: sec. I p.Chr. Descoperit: jud. Timiș, SÂNNICOLAU MARE, Seliște Material: aur; ciocănire; gravare                                                                                           | Mărgea realizată dintr-o foiță de aur canelată; foița este îndoită în formă de cilindru, marginile fiind petrecute. Piesa este ușor deformată. | Muzeul Banatului, Timișoara             | Cimec    |
|      | Mărgea tubulară                | Datare: sec. I p.Chr. Descoperit: jud. Timiș, SÂNNICOLAU MARE, Seliște Material: aur; ciocănire; gravare                                                                                           | Mărgea realizată dintr-o foiță de aur canelată; foița este îndoită în formă de cilindru, marginile fiind petrecute. Piesa este ușor deformată. | Muzeul Banatului, Timișoara             | Cimec    |
|      | Mărgea tubulară                | Datare: sec. I p.Chr. Descoperit: jud. Timiș, SÂNNICOLAU MARE, Seliște Material: aur; ciocănire; gravare                                                                                           | Mărgea realizată dintr-o foiță de aur canelată; foița este îndoită în formă de cilindru, marginile fiind petrecute. Piesa este ușor deformată. | Muzeul Banatului, Timișoara             | Cimec    |
|      | Mărgea tubulară                | Datare: sec. I p.Chr. Descoperit: jud. Timiș, SÂNNICOLAU MARE, Seliște Material: aur; ciocănire; gravare                                                                                           | Mărgea realizată dintr-o foiță de aur canelată; foița este îndoită în formă de cilindru, marginile fiind petrecute. Piesa este ușor deformată. | Muzeul Banatului, Timișoara             | Cimec    |
|      | Mărgea tubulară                | Datare: sec. I p.Chr. Descoperit: jud. Timiș, SÂNNICOLAU MARE, Seliște Material: aur; ciocănire; gravare                                                                                           | Mărgea realizată dintr-o foiță de aur canelată; foița este îndoită în formă de cilindru, marginile fiind petrecute. Piesa este ușor deformată. | Muzeul Banatului, Timișoara             | Cimec    |
|      | Farfurie                       | Datare: sec. XVII Descoperit: jud. Timiș, TIMIȘOARA, Castel Huniade Material: lut ars; modelare la roată; smălțuire; ardere oxidantă                                                               | Farfurie modelată la roată, din lut caolinic, smălțuită în interior și arsă. În interior este decorată în tehnica sgraffito, cu modele liniare, geometrice, s-au folosit patru culori: verde, galben, maro și alb. Pe spate, s-a realizat o ureche de prindere perforată. | Muzeul Banatului, Timișoara             | Cimec    |
|      | Cercel                         | Datare: 1/2 sec. V p.Chr. Descoperit: jud. Timiș, TIMIȘOARA, Freidorf Material: argint; batere; trefilare                                                                                          | Pereche de cercei din sârmă de argint, cu secțiune circulară, un buton poliedric la un capăt, celălalt capăt ascuțit. | Muzeul Banatului, Timișoara             | Cimec    |
|      | Fibulă                         | Datare: sec. IV-V p.Chr. Descoperit: jud. Timiș, com. BILED Material: argint; cupru; batere; aplicare                                                                                              | Fibulă din cupru, de formă discoidală; pe spate, un resort bilateral, cu ac și portac lat; pe fașă, e aplicată o placă de argint, cu motive ornamentale. | Muzeul Banatului, Timișoara             | Cimec    |
|      | Cană                           | Datare: 1/2 sec. V p.Chr. Descoperit: jud. Timiș, TIMIȘOARA, Freidorf Material: lut ars; modelare la roată; slip negru                                                                             | Cană cu corp bombat, cu o toartă ce pornește de pe gât, decorată cu o nervură pe gât și două pe pântec; benzi lustruite, verticale și în zig-zag, pe jumătatea superioară. | Muzeul Banatului, Timișoara             | Cimec    |
|      | Cană                           | Datare: 1/2 sec. V p.Chr. Descoperit: jud. Timiș, TIMIȘOARA, Freidorf Material: lut ars; modelare la roată; slip negru                                                                             | Cană cu corp bombat, cu o toartă ce pornește de pe gât, decorată cu o nervură pe gât și una pe pântec; benzi lustruite, verticale și în zig-zag, pe jumătatea superioară. | Muzeul Banatului, Timișoara             | Cimec    |
|      | Cană                           | Datare: 1/2 sec. V p.Chr. Descoperit: jud. Timiș, TIMIȘOARA, Freidorf Material: lut ars; modelare la roată; slip cenușiu                                                                           | Cană cu corp bombat, cu o toartă ce pornește de sub buză, decorată cu o nervură pe gât și una pe pântec; benzi lustruite, verticale și în zig-zag, pe gât și pe jumătatea superioară. | Muzeul Banatului, Timișoara             | Cimec    |
|      | Castron                        | Datare: sec. XV a.Chr. Descoperit: jud. Timiș, TIMIȘOARA, Pădurea Verde Material: lut ars; modelare cu mâna; culoare roșiatică                                                                     | Castron cu șase lobi triunghiulari, trași din buză și fund inelar; două toarte diametral opuse și opt proeminențe simetric dispuse pe pântec; decor din grupe de incizii scurte, verticale și în arcade. | Muzeul Banatului, Timișoara             | Cimec    |
|      | Amforă                         | Datare: a doua jum. a mileniului II a.Chr. Descoperit: Dubovac, Iugoslavia (Serbia și Muntenegru) Material: ceramică; modelare cu mâna; ardere reducătoare                                         | Amforă cu buza evazată și gât în formă de trunchi de con. Gâtul vasului este decorat prin caneluri orizontale și în ghirlandă. Pântecul vasului este decorat prin caneluri dispuse în arcade. De asemenea, limita superioară și cea inferioară a pântecului sunt marcate prin patru perechi de proeminențe tronconice. | Muzeul Național al Banatului, Timișoara | Cimec    |
|      | Jucărie                        | Datare: a doua jum. a mileniului II a.Chr. Descoperit: jud. TIMIȘ, com. FOENI, CRUCENI Material: ceramică; modelare cu mâna; ardere oxidantă; încrustare                                           | Jucărie realizată din ceramică având forma unei păsări. Capul animalului este aplatizat, având o formă pentagonală. Zona „feței" este decorată cu incizii și împunsături liniare, care au fost încrustate cu o pastă albă. Inciziile liniare se continuă pe gâtul păsării, transformându-se în motive în formă de „S". Corpul animalului este decorat de asemenea prin incizii și impresiunii încrustate cu pastă albă, dispuse în formă de spirală. în interiorul obiectului se găsesc mai multe bobițe din lut care produc zgomot în momentul agitării. | Muzeul Național al Banatului, Timișoara | Cimec    |
|      | Situlă                         | Datare: sec. XI-X a.Chr. Descoperit: jud. TIMIȘ, com. REMETEA MARE, REMETEA MARE, Gomila lui Pituț Material: bronz; turnare; nituire; batere;; ciocănire "au repoussé"                             | Situlă de bronz de tip „Hajdúboszörmény”. Vasul este prevăzut cu două toarte laterale, atașate prin nituri. Partea superioară a vasului este decorată în tehnica „au repoussé” cu motive solare și avimorfe. | Muzeul Național al Banatului, Timișoara | Cimec    |
|      | Castron                        | Datare: prima jum. a mileniului II a.Chr. Descoperit: jud. TIMIȘ, com. ORȚIȘOARA, CORNEȘTI, Cornet Material: ceramică; modelare cu mâna; ardere oxidantă                                           | Castron lucrat cu mâna, de formă tronconică. Buza vasului este lobată. Având patru colțuri. Exteriorul vasului este decorat prin registre de incizii dispuse în arcade sau benzi orizontale și verticale. De asemenea, suprafața vasului mai este decorată prin hașuri incizate. | Muzeul Național al Banatului, Timișoara | Cimec    |
|      | Vas-solniță                    | Datare: a doua jum. a mileniului II a.Chr. Descoperit: jud. TIMIȘ, TIMIȘOARA, Fratelia Material: ceramică; modelare cu mâna; ardere oxidantă                                                       | Vas-solniță, lucrat manual, alcătuit din două recipiente relativ identice, legate între ele printr-o „punte” confecționată de asemenea din ceramică. | Muzeul Național al Banatului, Timișoara | Cimec    |
|      | Cană                           | Datare: a doua jum. a mileniului II a.Chr. Descoperit: jud. TIMIȘ, TIMIȘOARA, Fratelia Material: ceramică; modelare cu mâna; ardere reducătoare                                                    | Cană bitronconică, lucrată manual, cu toartă supraînălțată. Decorul este amplasat pe gâtul vasului și este compus din registre de incizii, dispuse în arcade, benzi orizontale sau verticale. Pe pântecul cănii sunt amplasate trei proeminențe conice. Toarta vasului are forma unei benzi în profil. | Muzeul Național al Banatului, Timișoara | Cimec    |
|      | Amforă                         | Datare: a doua jum. a mileniului II a.Chr. Descoperit: jud. TIMIȘ, com. VOITEG, VOITEG, Groapa cu vulpi Material: ceramică; modelare cu mâna; ardere reducătoare                                   | Amforă globulară, cu buza evazată. Diametrul maxim al vasului se află în zona pântecului. Gâtul amforei este decorat prin benzi orizontale realizate prin tehnica pseudo-șnurului și impresiuni circulare. Pântecul vasului este decorat prin șiruri verticale realizate prin tenica pseudo-șnurului. De asemenea, în această zonă sunt amplasate patru toarte, precum și patru perechi de proeminențe conice, care marchează limita inferioară și superioară a pântecului. | Muzeul Național al Banatului, Timișoara | Cimec    |
|      | Kantharos                      | Datare: prima jum. a mileniului II a.Chr. Descoperit: Vatin, Iugoslavia (Serbia și Muntenegru) Material: ceramică; modelare cu mâna; ardere reducătoare                                            | Vas de tip Kantharos, de formă bitronconică, având două toarte laterale. Buza cănii este lobată, iar pe pântec sunt aplicate patru proeminențe orientate în jos. Suprafața obiectului este decorată îndeosebi prin incizii verticale și orizontale. | Muzeul Național al Banatului, Timișoara | Cimec    |
|      | Vas antropomorf                | Datare: Neolitic Mijlociu Descoperit: jud. Timiș, com. Șag, Parța, Tell I Material: lut ars, modelată cu mâna, netezit, incizat                                                                    | Culoare brun-gălbuie, gât cilindric ușor evazat, pe gât este redată o față umană, nasul în relief, ochii incizati în forma literei π, gura prin două incizii in forma literei W, gâtul delimitat de corp prin trei linii orizontale parelele, pe corp trei registre de linii in zig-zag, pe umeri două torți unghiulare. | Muzeul Banatului, Timișoara             | Cimec    |
|      | Amforetă                       | Datare: Neoliticul Mijlociu Descoperit: jud. Timiș, com. Șag, Parța, Tell II Material: lut ars, lucrată cu mâna, netezită, slip pictat cu roșu-vișiniu, nisip fin în amestec                       | Vas cu slip pictat de culoare roșie-vișinie, corp bombat, două proeminențe verticale dispuse pe umăr, pe linia de curbură maximă se află o incizie circulară, pe care sunt desenate grupe de linii unghiulare dispuse cu vârful în jos, pe partea superioară sunt decoruri meandrice incizate, gâtul este cilindric cu o perforație laterală. | Muzeul Banatului, Timișoara             | Cimec    |
|      | Capac                          | Datare: Neolitic Mijlociu Descoperit: jud. Timiș, com. Șag, Parța, Tell I Material: lut ars, nisip și materie organică în copmpoziție, lucrat cu mâna, netezit, pictat cu vișiniu și galben        | Capac de formă tronconică cu pereții ușor arcuiți spre exterior, cu figură antropomorfă: sprâncenele și nasul reliefate, ochii redați prin două incizii dispuse sub sprâncene, gura redată printr-o grupare de incizii dispuse în V, pictate la interior cu vișiniu, fața pictată cu galben, pe corpul capacului sunt incizii unghiulare ale căror spații sunt pictate, alternativ cu vișiniu și galben, pe creștet coafura este redată prin linii incizate paralele dispuse în căpriori și V. | Muzeul Banatului, Timișoara             | Cimec    |
|      | Vas antropomorf                | Datare: Neolitic Mijlociu Descoperit: jud. Timiș, com. Remetea Mare, Bucovăț, Cremeniște Material: lut ars, amestec nisip fin, lucrat cu mâna, suprafață netezită                                  | Din lut ars la brun-roșcat, vasul are modelate pe gât două fețe umane: nasul și sprâncenele redate în relief, ochii sunt incizați, gâtul este despărțit de corp de trei incizii care circumscriu vasul, două torți perforate transversal, la fiecare față pe frunte sunt redate cute prin două încizii paralele arcuite. Corpul vasului este decorat cu două registre de triunghiuri scalene, umplute cu linii paralele incizate, care sunt orientate cu vârfurile în jos (cele din registrul de sus) și în sus (cele din registrul de jos). | Muzeul Banatului, Timișoara             | Cimec    |
|      | Vas zoomorf                    | Datare: Neolitic târziu Descoperit: Boriaș, Serbia Material: lut ars, nisip fin în amestec, lucrat cu mâna, culoare neagră cu nuanțe brune în partea superioară și cenușii în cea inferioară       | Vas ornitomorf, formă bitronconică cu umărul rotunjit, pe umăr sunt două torți perforate vertical, gâtul de formă cilindrică este alungit și perforat, capul este dominat de un cioc proeminent, ochii sunt redați prin două incizii orizintale, adâncite, ceafa este teșită și albiată, perforații verticale a marginii de la ceafă. | Muzeul Banatului, Timișoara             | Cimec    |
|      | Sceptru                        | Datare: Neolitic mijlociu Descoperit: jud. Timiș, com. Șag, Parța, Tell I Material: lut ars, nisip fin în compoziție, suprafață netezită                                                           | Lut ars la negru-cenușiu, mâner tubular ciobit pe o latură, pe partea superioară este redat în relief greabănul taurului, sceptrul redă un cap de taur modelat realist, coarnele rupte din vechime, ochii sunt redați prin impresiuni rotunde, urechile și partea frontală a greabănului sunt perforate, pe față este o incizie care pleacă de la orificiul greabănului la bot. | Muzeul Banatului, Timișoara             | Cimec    |
|      | Statuetă                       | Datare: Neolitic Timpuriu Descoperit: jud. Timiș, com. Foeni, Sălaș Material: lut ars, netezită, nisip fin și pleavă în compoziție                                                                 | Figurina redă realist un bovideu, probabil un taur, patru picioare, unul rupt din vechime, idem coarnele, botul este ascuțit, coada redată printr-o aplicație plastică alungită orientată în jos. | Muzeul Banatului, Timișoara             | Cimec    |
|      | Vas antropomorf                | Datare: Neolitic târziu Descoperit: jud. Timiș, com. Șag, Parța, Tell I Material: lut ars, modelată cu mâna, netezită, nisip fin în amestec                                                        | Vas antropomorf de culoare neagră-deschisă, corp sferic alungit pe verticală, bază plată, gât alungit care obturează total gura vasului, gâtul este o aplicație antropomorfă feminină, sâni modelați la partea inferioară a aplicației, creștet plat decorat ci incizii „în căpriori”, ochii sunt redați ca două triunghiuri răswturnate cu vârfurile dispuse spre nas, pe gât, în zona dintre sâni și nas sunt realizate incizii subțiri paralele dispuse oblic, pe umăr sunt două torți ale căror vârfuri sunt rupte, perforate, care sugerează brațele. Gol în interior. | Muzeul Banatului, Timișoara             | Cimec    |
|      | Capac                          | Datare: Mileniul V î.Hr. Descoperit: Parța Material: lut ars | Capac prosopomorf din lut ars, culoare vișinie, formă tonconică. Nasul și urechile în relief, ochii redați prin incizii orizontale. Incizii meandrice pe corp, o gaură în creștet. | Muzeul Banatului, Timișoara             | Cimec    |
|      | Statuetă                       | Datare: Mileniul V î.Hr. Descoperit: Chișoda Veche Material: lut ars | Statuetă antropomorfă din lut ars de culoare brun-închis, corp cilindric, fesele și pântecul reliefat, brațele orientate în sus, mască pentagonală, creștetul plat, ochii redați prin două incizii subțiri, nasul reliefat. | Muzeul Banatului, Timișoara             | Cimec    |
|      | Statuetă                       | Datare: Mileniul V î.Hr. Descoperit: Uivar Material: lut ars | Statuetă antropomorfă din lut ars brun-gălbui, corp plat, brațe orientate în sus. Brațul stâng rupt din vechime. Creștetul plat, nasul reliefat, labele picioarelor rupte. | Muzeul Banatului, Timișoara             | Cimec    |
|      | Statuetă antropomorfă          | Datare: Mileniul V î.Hr. Descoperit: Uivar Material: lut ars | Cap de statuetă antropomorfă din lut ars de culoare neagră mată, nasul rupt din vechime, mască triunghiulară, urechile găurite, ochii de formă semicirculară, trei linii orizontale sub ochi iar deasupra lor două grupe a câte trei linii verticale. | Muzeul Banatului, Timișoara             | Cimec    |
|      | Statuetă antropomorfă          | Datare: Mileniul V î.Hr. Descoperit: Uivar Material: lut ars | Cap de statuetă antropomorfă din lut ars brun-închis, capul și ceafa de forma unui paralelogram, fața triunghiulară, patru găuri la colțuri. Ruptă în zona gâtului. | Muzeul Banatului, Timișoara             | Cimec    |
|      | Statuetă                       | Datare: Mileniul V î.Hr. Material: lut ars | Statuetă antropomorfă din lut ars brun-gălbui, capul triunghiular, nasul reliefat, sânii semisferici, brațul stâng orientat în sus, incizii paralele orizontale, patru piciorușe la bază. | Muzeul Banatului, Timișoara             | Cimec    |

## Fond
| Foto | Informații generale   | Detalii tehnice | Descriere | Deținător                               | Legături |
| ---- | --------------------- | --- | --- | --------------------------------------- | -------- |
|      | Cuțit                 | Datare: sec. VIII Descoperit: jud. TIMIȘ, com. MUNICIPIUL TIMIȘOARA, Podul Modoș Material: fier; forjare; călire                                                   | Cuțit de fier, cu lama îngustă, vârful ascuțit; se mai păstrează limba de mâner care are două lăcașuri pentru nituri. | Muzeul Banatului, Timișoara             | Cimec    |
|      | Cofă - cerc           | Datare: sec. VIII Descoperit: jud. TIMIȘ, com. MUNICIPIUL TIMIȘOARA, Podul Modoș Material: fier; ciocănire; lipire; nituire                                        | Cerc din bandă, de formă ovală, care era utilizat pentru consolidarea unei cofe de lemn. Cercul este prevăzut cu două urechiușe de prindere. | Muzeul Banatului, Timișoara             | Cimec    |
|      | Cataramă              | Datare: sec. VIII Descoperit: jud. TIMIȘ, com. MUNICIPIUL TIMIȘOARA, Podul Modoș Material: bronz; turnare                                                          | Cataramă din bronz de formă trapezoidală, cu spinul lunguieț, lățit la capăt. | Muzeul Banatului, Timișoara             | Cimec    |
|      | Cataramă              | Datare: sec. VIII Descoperit: jud. TIMIȘ, com. MUNICIPIUL TIMIȘOARA, Podul Modoș Material: bronz; turnare                                                          | Cataramă din bronz de formă trapezoidală, cu spinul lunguieț, cu capătul ascuțit. La bază, spinul are incizate două liniuțe. | Muzeul Banatului, Timișoara             | Cimec    |
|      | Verigă                | Datare: sec. VIII Descoperit: jud. TIMIȘ, com. MUNICIPIUL TIMIȘOARA, Podul Modoș Material: bronz; turnare                                                          | Verigă rotundă, cu secțiunea rotundă, fără decor; folosită la centură sau harnașament. | Muzeul Banatului, Timișoara             | Cimec    |
|      | Verigă                | Datare: sec. VIII Descoperit: jud. TIMIȘ, com. MUNICIPIUL TIMIȘOARA, Podul Modoș Material: bronz; turnare                                                          | Verigă rotundă, cu secțiunea rotundă, fără decor; folosită la centură sau harnașament. | Muzeul Banatului, Timișoara             | Cimec    |
|      | Verigă                | Datare: sec. VIII Descoperit: jud. TIMIȘ, com. MUNICIPIUL TIMIȘOARA, Podul Modoș Material: bronz; turnare                                                          | Verigă rotundă, cu secțiunea rotundă, fără decor; folosită la centură sau harnașament. | Muzeul Banatului, Timișoara             | Cimec    |
|      | Verigă                | Datare: sec. VIII Descoperit: jud. TIMIȘ, com. MUNICIPIUL TIMIȘOARA, Podul Modoș Material: bronz; turnare                                                          | Verigă rotundă, cu secțiunea rotundă, fără decor; folosită la centură sau harnașament. | Muzeul Banatului, Timișoara             | Cimec    |
|      | Verigă                | Datare: sec. VIII Descoperit: jud. TIMIȘ, com. MUNICIPIUL TIMIȘOARA, Podul Modoș Material: bronz; turnare                                                          | Verigă rotundă, cu secțiunea rotundă, fără decor; folosită la centură sau harnașament. | Muzeul Banatului, Timișoara             | Cimec    |
|      | Verigă                | Datare: sec. VIII Descoperit: jud. TIMIȘ, com. MUNICIPIUL TIMIȘOARA, Podul Modoș Material: bronz; turnare                                                          | Verigă rotundă, cu secțiunea rotundă, fără decor; folosită la centură sau harnașament. | Muzeul Banatului, Timișoara             | Cimec    |
|      | Agățătoare de centură | Datare: sec. VIII Descoperit: jud. TIMIȘ, com. MUNICIPIUL TIMIȘOARA, Podul Modoș Material: bronz; turnare                                                          | Agățătoare de centură, de formă trapezoidală, cu două nituri mari cu capul semicircular; capătul este rupt. | Muzeul Banatului, Timișoara             | Cimec    |
|      | Limbă de curea        | Datare: sec. VIII Descoperit: jud. TIMIȘ, com. MUNICIPIUL TIMIȘOARA, Podul Modoș Material: bronz; turnare                                                          | Limbă de curea din bronz, turnată, decorată cu lujeri. Piesa are capătul rupt. | Muzeul Banatului, Timișoara             | Cimec    |
|      | Limbă de curea        | Datare: sec. VIII Descoperit: jud. TIMIȘ, com. MUNICIPIUL TIMIȘOARA, Podul Modoș Material: bronz; turnare                                                          | Limbă de curea din bronz, turnată, decorată cu motive geometrice. | Muzeul Banatului, Timișoara             | Cimec    |
|      | Cataramă              | Datare: sec. VIII Descoperit: jud. TIMIȘ, com. MUNICIPIUL TIMIȘOARA, Podul Modoș Material: bronz; turnare; nituire                                                 | Cataramă din bronz de formă trapezoidală, cu spinul lunguieț. Din placă s-a păstrat doar un fragment pe care sunt prinse două nituri mari, cu capul semicircular. | Muzeul Banatului, Timișoara             | Cimec    |
|      | Aplică de harnașament | Datare: 1/2 sec. VII Descoperit: jud. TIMIȘ, com. ORAȘ SÂNNICOLAU MARE Material: bronz; presare                                                                    | Aplica are o formă semiglobulară și era utilizată la ornamentarea harnașamentului calului. | Muzeul Banatului, Timișoara             | Cimec    |
|      | Aplică de harnașament | Datare: 1/2 sec. VII Descoperit: jud. TIMIȘ, com. ORAȘ SÂNNICOLAU MARE Material: bronz; presare                                                                    | Aplica are o formă semiglobulară și era utilizată la ornamentarea harnașamentului calului. Piesa este ușor deformată. | Muzeul Banatului, Timișoara             | Cimec    |
|      | Aplică de harnașament | Datare: 1/2 sec. VII Descoperit: jud. TIMIȘ, com. ORAȘ SÂNNICOLAU MARE Material: bronz; presare                                                                    | Aplica are o formă semiglobulară și era utilizată la ornamentarea harnașamentului calului. Piesa este ușor deformată. | Muzeul Banatului, Timișoara             | Cimec    |
|      | Aplică de harnașament | Datare: 1/2 sec. VII Descoperit: jud. TIMIȘ, com. ORAȘ SÂNNICOLAU MARE Material: bronz; presare                                                                    | Aplica are o formă semiglobulară și era utilizată la ornamentarea harnașamentului calului. | Muzeul Banatului, Timișoara             | Cimec    |
|      | Aplică de harnașament | Datare: 1/2 sec. VII Descoperit: jud. TIMIȘ, com. ORAȘ SÂNNICOLAU MARE Material: bronz; presare                                                                    | Aplica are o formă semiglobulară și era utilizată la ornamentarea harnașamentului calului. | Muzeul Banatului, Timișoara             | Cimec    |
|      | Aplică de harnașament | Datare: 1/2 sec. VII Descoperit: jud. TIMIȘ, com. ORAȘ SÂNNICOLAU MARE Material: bronz; presare                                                                    | Aplica are o formă semiglobulară și era utilizată la ornamentarea harnașamentului calului. | Muzeul Banatului, Timișoara             | Cimec    |
|      | Aplică de harnașament | Datare: 1/2 sec. VII Descoperit: jud. TIMIȘ, com. ORAȘ SÂNNICOLAU MARE Material: bronz; presare                                                                    | Aplica are o formă semicirculară și era utilizată la ornamentarea harnașamentului calului. | Muzeul Banatului, Timișoara             | Cimec    |
|      | Tije de fixare        | Datare: 1/2 sec. VII Descoperit: jud. TIMIȘ, com. ORAȘ SÂNNICOLAU MARE Material: bronz; ciocănire                                                                  | Tijele au secțiunea patrulateră, sunt lățite la un capăt, iar la celălalt au fost îndoite prin ciocănire. Cu aceste tije au fost fixate pe cureaua harnașamentului aplicele semiglobulare descoperite împreună cu acestea. | Muzeul Banatului, Timișoara             | Cimec    |
|      | Mărgea                | Datare: 1/2 sec. VII Descoperit: jud. TIMIȘ, com. ORAȘ SÂNNICOLAU MARE Material: bronz; ciocănire                                                                  | Mărgea de formă bitronconică, în partea din spate este aplatizată și are capetele desfăcute. Este posibil să fi fost folosită drept cursor pentru cureaua de la frâul calului. | Muzeul Banatului, Timișoara             | Cimec    |
|      | Cahlă                 | Datare: sec. XVI-XVII Descoperit: jud. Timiș Material: lut; modelare la roată; ardere oxidantă                                                                     | Cahlă de sobă, în formă de pahar, cu deschidere polilobată. Modelată la roata rapidă și arsă oxidant. | Muzeul Banatului, Timișoara             | Cimec    |
|      | Cahlă                 | Datare: sec. XVI-XVII Descoperit: jud. Timiș Material: lut; modelare la roată; ardere oxidantă                                                                     | Cahlă de sobă, în formă de pahar, modelată din lut la roata rapidă, arsă și smălțuită în interior, cu smalț verde. | Muzeul Banatului, Timișoara             | Cimec    |
|      | Cahlă                 | Datare: sec. XVI-XVII Descoperit: jud. Timiș Material: lut; modelare la roată; ardere oxidantă                                                                     | Cahlă oală, modelată din lut la roata olarului, arsă și smălțuită în interior cu smalț verde. În exterior, la jumătatea înălțimii are un brâu proeminent, buza este modelată în forma unei rame late (25 mm) cu caneluri concentrice. | Muzeul Banatului, Timișoara             | Cimec    |
|      | Cahlă                 | Datare: sec. XVI-XVII Descoperit: jud. Timiș Material: lut; modelare la roată; ardere oxidantă                                                                     | Cahlă de coronament în formă de bulb de ceapă, modelată din lut, arsă și smălțuită în interior. Prezintă urme de ardere secundară în interior. | Muzeul Banatului, Timișoara             | Cimec    |
|      | Topor de luptă        | Datare: sec. XVI Descoperit: jud. Timiș, TIMIȘOARA, Timișoara-Cetate Material: fier; forjare; ciocănire la cald                                                    | Topor de luptă cu cap de lovit în formă de trunchi de piramidă și lamă, cu manșon de fixare a cozii de lemn decorat pe o singură față cu benzi verticale în relief, pe lamă s-a practicat un semn de meșter, adâncit în grosimea lamei. | Muzeul Banatului, Timișoara             | Cimec    |
|      | Cuțit                 | Datare: sec. XVI Descoperit: jud. Timiș, TIMIȘOARA, Timișoara-Cetate Material: fier; os; forjare; nituire                                                          | Cuțit de bucătărie cu lama rotunjită, mâner lamelar, cu plăsele de os fixate cu trei nituri de fier. Capătul mânerului este lățit și rotunjit, pe lungimea plăselelor s-au practicat câte două linii incizate. Pe lama cuțitului se observă un semn de meșter în formă de cruce. | Muzeul Banatului, Timișoara             | Cimec    |
|      | Pahar                 | Datare: sec. XIV Descoperit: jud. Timiș, TIMIȘOARA, Castel Huniade Material: lut ars; modelare la roată; ardere oxidantă                                           | Pahar tronconic, modelat la roata rapidă, ars oxidant, culoare maronie. | Muzeul Banatului, Timișoara             | Cimec    |
|      | Ulcior                | Datare: sec. XIV-XV Descoperit: jud. Timiș, TIMIȘOARA, Castel Huniade Material: lut fin; modelare la roată                                                         | Urcior cu o toartă, formă amforoidală, buza simplă, ușor trasă spre interior, toarta este decorată cu linii incizate central, pe lungimea ei, sub buză trei caneluri, culoare cărămizie. Vesela de masă, folosită pentru păstrarea sau servirea lichidelor. | Muzeul Banatului, Timișoara             | Cimec    |
|      | Cahlă-oală            | Datare: sec. XV Descoperit: jud. Timiș, TIMIȘOARA, Castel Huniade Material: lut ars; modelare la roată                                                             | Cahlă oală cu deschidere pătrată, culoare maro-cenușie. | Muzeul Banatului, Timișoara             | Cimec    |
|      | Cană                  | Datare: sec. XIV Descoperit: jud. Timiș, TIMIȘOARA, Castel Huniade Material: caolin; modelare la roată; ardere; pictare                                            | Cană de formă bitronconică, cu o toartă inelară, buza răsfrântă, cu o canelură sub buză, pe corp pictură constând din linii trasate cu roșu. | Muzeul Banatului, Timișoara             | Cimec    |
|      | Fluier                | Datare: sec. XIV-XV Descoperit: jud. Timiș, TIMIȘOARA, Castel Huniade Material: os de pasăre; perforare                                                            | Fluier realizat din os de pasăre de talie mare, cu cinci perforații, unul dintre capete s-a deteriorat. | Muzeul Banatului, Timișoara             | Cimec    |
|      | Ancadrament           | Datare: sec. XIV Descoperit: jud. Timiș, TIMIȘOARA, Timișoara-Cetate Material: piatră; sculptare                                                                   | Ancadrament de fereastră geminată de stil romanic, cu închidere semicirculară. | Muzeul Banatului, Timișoara             | Cimec    |
|      | Ferecătură de carte   | Datare: sec. XV-XVI Descoperit: jud. Timiș, TIMIȘOARA, Timișoara-Cetate Material: cupru; batere la rece; traforare; incizare; laminare                             | Colțar de carte de formă romboidală, realizată prin batere la rece și decupare, traforare și incizare. Într-unul din colțuri s-a realizat un buton supraînălțat, iar în colțul opus decor vegetal. Alte elemente florale se observă pe toată suprafața piesei. | Muzeul Banatului, Timișoara             | Cimec    |
|      | Piatră de mormânt     | Datare: mijl. sec. XVI-XVII Descoperit: jud. Timiș, TIMIȘOARA, Timișoara-Cetate Material: piatră; sculptare; ronde-bosse                                           | Fragment sculptural care reprezintă un turban turcesc. Făcea parte dintr-o piatră de mormânt. | Muzeul Banatului, Timișoara             | Cimec    |
|      | Ac                    | Datare: 1/2 sec. V p.Chr. Descoperit: jud. Timiș, TIMIȘOARA, Freidorf Material: argint; batere; trefilare; lipire; incizare                                        | Ac de păr din sârmă de argint cu secțiune dreptunghiulară; la un capăt un manșon perforat; celălalt capăt ascuțit; adosată o casetă cilindrică, pe bordură cu incizii liniare, în care se încastra o piatră ornamentală. | Muzeul Banatului, Timișoara             | Cimec    |
|      | Oglindă               | Datare: 1/2 sec. V p.Chr. Descoperit: jud. Timiș, TIMIȘOARA, Freidorf Material: metal; aliaj; argint; turnare                                                      | Oglindă de formă circulară, decorată pe spate cu două nervuri concentrice unite prin nervuri radiale. | Muzeul Banatului, Timișoara             | Cimec    |
|      | Pieptene              | Datare: 1/2 sec. V p.Chr. Descoperit: jud. Timiș, TIMIȘOARA, Freidorf Material: os; bronz; șlefuire; nituire; incizare; tăiere                                     | Pieptene din os cu placă centrală și dinți bilaterali; pe ambele fețe câte o plăcuță dreptunghiulară, decorată cu incizii liniare și cercuri incizate concentrice, fixate cu nituri din bronz. | Muzeul Banatului, Timișoara             | Cimec    |
|      | Mărgea                | Datare: 1/2 sec. V p.Chr. Descoperit: jud. Timiș, TIMIȘOARA, Freidorf Material: pastă sticlă                                                                       | Șase mărgele din pastă de sticlă, sferice, cilindrice, de culoare albă, aurie și neagră. | Muzeul Banatului, Timișoara             | Cimec    |
|      | Capac de vas          | Datare: prima jum. a mileniului II a.Chr. Descoperit: Vatin, Iugoslavia (Serbia și Muntenegru) Material: ceramică; modelare cu mâna; ardere reducătoare            | Capac de mână, lucrat cu mâna. Partea superioară a capacului este decorată prin benzi incizate circulare și în formă de stea. Muchia piesei este decorată printr-un șir de împunsături. De asemenea, pe muchia capacului sunt prezente patru perechi de perforații circulare. | Muzeul Național al Banatului, Timișoara | Cimec    |
|      | Cană                  | Datare: prima jum. a mileniului II a.Chr. Descoperit: jud. TIMIȘ, com. ORȚIȘOARA, CORNEȘTI, Cornet Material: ceramică; modelare cu mâna; ardere oxidantă           | Cană bitronconică cu o toartă. Forma toartei este plată în profil, terminându-se cu două proeminențe ascuțite. Buza vasului este lobată în partea opusă toartei. Supafața vasului este decorată prin incizii dispuse în benzi orizontale, verticale și arcade. | Muzeul Național al Banatului, Timișoara | Cimec    |
|      | Cană                  | Datare: prima jum. a mileniului II a.Chr. Descoperit: jud. TIMIȘ, com. ORȚIȘOARA, CORNEȘTI, Cornet Material: ceramică; modelare cu mâna; ardere oxidantă           | Cană bitronconică, lucrată manual, cu toartă supraînălțată. Supafața vasului este decorată prin caneluri și benzi incizate dispuse sub diferite forme. De asemenea, partea superioară a vasului este decorată cu caneluri și pe interior. Cana a fost arsă oxidant, prezentând urme de ardere secundară pe latura opusă toartei. | Muzeul Național al Banatului, Timișoara | Cimec    |
|      | Kantharos             | Datare: prima jum. a mileniului II a.Chr. Descoperit: jud. TIMIȘ, com. ORȚIȘOARA, CORNEȘTI, Cornet Material: ceramică; modelare cu mâna; ardere oxidantă           | Vas de tip Kantharos, lucrat cu mâna. Cele două toarte ale vasului au formă de bandă în profil și se termină cu două proeminențe ascuțite. Ele sunt decorate cu două linii incizate. Supafața vasului este decorată caneluri, incizii în forma literei „V” și arcade incizate. | Muzeul Național al Banatului, Timișoara | Cimec    |
|      | Castron               | Datare: a doua jum. a mileniului II a.Chr. Descoperit: jud. TIMIȘ, TIMIȘOARA, Fratelia Material: ceramică; modelare cu mâna; ardere reducătoare                    | Castron bitronconic cu buza lobată. Supafața vasului este decorată prin incizii dispuse în benzi orizontale, verticale și arcade. Pe pântecul vasului sunt dispuse în alternanță două toarte și două proeminențe conice. | Muzeul Național al Banatului, Timișoara | Cimec    |
|      | Amforă                | Datare: a doua jum. a mileniului II a.Chr. Descoperit: jud. TIMIȘ, TIMIȘOARA, Fratelia Material: ceramică; modelare cu mâna; ardere reducătoare                    | Amforă globulară cu buza evazată. Gâtul vasului este decorat în mai multe registre alcătuite din șiruri de incizii dispuse în arcade, benzi orizontale sau unghiuri ascuțite, precum și împunsături circulare. Partea superioară a pântecului este decorată prin patru proeminențe conice, orientate în sus. Baza pântecului este delimitată de o nervură, care pe alocuri este întreruptă de două toarte și două proeminențe. | Muzeul Național al Banatului, Timișoara | Cimec    |
|      | Amforă                | Datare: a doua jum. a mileniului II a.Chr. Descoperit: jud. TIMIȘ, TIMIȘOARA, Fratelia Material: ceramică; modelare cu mâna; ardere reducătoare                    | Amforă globulară cu buza evazată și diametrul maxim în zona pântecului. Gâtul vasului este decorat printr-un brâu alveloat pe care s-au realizat crestături oblice. Deasupra și dedesuptul acestuia se află șiruri de împunsături circulare. Imediat sub brâul alveolat se află un șir de arcade, realizate prin incizie. Pântecul vasului este decorat cu două rânduri de arcade realizate prin incizie și impresiune. De asemenea, în zona diametrului maxim, sunt amplasate două toarte și două proeminențe conice.                                                                | Muzeul Național al Banatului, Timișoara | Cimec    |
|      | Săpăligă              | Datare: Neoliticul mijlociu Descoperit: jud. Timiș, com. Șag, Parța Material: Corn de cerb; tăiere, șlefuire                                                       | Săpăligă din corn de cerb, probabil un vârf de ram, formă arcuită, spre ceafă sunt două șănțuiri pentru fixarea cozii, partea activă este ascuțită prin desprinderea unei așchii longitudinale pe o treime din lungimea piesei, la o treime de la ceafă, pe partea interioară se mai află două crestături transversale. | Muzeul Banatului, Timișoara             | Cimec    |
|      | Amuletă               | Datare: Neolitic Târziu Descoperit: jud. Timiș, Livezi Material: Scoica spondylus; tăiere, șlefuire                                                                | Amuletă de formă ovală alungită cu capetele crestate adânc, perforație longitudinală, suprafață convexă în față și concavă în spate. | Muzeul Banatului, Timișoara             | Cimec    |
|      | Capac                 | Datare: Neolitic Mijlociu Descoperit: jud. Timiș, com. Șag, Parța, Tell I Material: lut ars, nisip și materie organică în compoziție, lucrat cu mâna, netezit      | Capac de formă tronconică cu pereții ușor arcuiți spre exterior, cu figură antropomorfă: nasul reliefat, ochii redați prin incizii de formă romboidală, gura redată prin două incizii paralele în W la extremitățile cărora se află câte o incizie în V orientată cu vârful spre interior; pe corp sunt incizii paralele unghiulare care pe partea din față și spate formează unghiuri cu vârful orientat în sus; pe marginile creștetului sunt două urechi redate prin mici proeminențe, culoare brun-gălbuie.                                                                       | Muzeul Banatului, Timișoara             | Cimec    |
|      | Capac                 | Datare: Neolitic Mijlociu Descoperit: jud. Timiș, com. Șag, Parța Material: lut ars, nisip și materie organică în copmpoziție, lucrat cu mâna, netezit și lustruit | Capac de formă tronconică cu pereții ușor arcuiți spre exterior, cu figură antropomorfă: ochii redați prin două incizii lungi orizontale care taie o zonă în relief, nasul în relief, cele două urechi redate prin două benzi verticale supraînalțate dispuse diametral la colțurile patrulaterului capului, pe creștet două orificii lunguiețe paralele, creștetul este marcat pe margini de crestături, pe corp sunt incizii paralele oblice grupate în benzi, pe partea frontală și spate sunt grupuri de trei incizii dispuse unghiular cu vârful în sus, culoare neagră-cenușie. | Muzeul Banatului, Timișoara             | Cimec    |
|      | Vas                   | Datare: Neolitic Mijlociu Descoperit: jud. Timiș, com. Șag, Parța Material: lut ars, nisip și cioburi pisate, lucrat cu mâna, modelare                             | Vas de culoare brun-inchisă, pastă netezită, cu aplicație antropomorfă: capul reliefat, ochii realizați prin două incizii oblice, pe frunte sunt două incizii in V, brațele ridicate, palma redată prin trei incizii. | Muzeul Banatului, Timișoara             | Cimec    |
|      | Vas                   | Datare: Neolitic Mijlociu Descoperit: jud. Timiș Material: Lut ars, nisip și cioburi pisate, modelare cu mâna                                                      | Vas de culoare brun-inchis, pasta netezită, cu aplicație antropomorfă: capul reliefat, ochii realizați prin două alveole, brațele ridicate, picioarele depărtate. | Muzeul Banatului, Timișoara             | Cimec    |
|      | Idol-bust             | Datare: Neolitic Mijlociu Descoperit: jud. Timiș, com. Șag, Parța, Tell I Material: Lut ars la brun, pleavă și cioburi pisate, netezit                             | Idol-bust lucrat din lut, ars la brun, netezit, două brațe redate de două proeminențe semisferice situate pe umeri, perforație verticală practicată în centrul piesei, pe piept sunt incizii late, organizate în meandre. | Muzeul Banatului, Timișoara             | Cimec    |
|      | Idol-bust             | Datare: Neolitic Mijlociu Descoperit: jud. Timiș, com. Șag, Parța, Tell I Material: Lut ars la brun, pleavă și cioburi pisate, netezit                             | Idol-bust lucrat din lut, ars la brun, netezit, două brațe redate de două proeminențe semisferice situate pe umeri, perforație verticală practicată în centrul piesei. | Muzeul Banatului, Timișoara             | Cimec    |
|      | Pintaderă             | Datare: Neolitic târziu Descoperit: jud. Timiș, Chișoda Veche Material: lut ars, nisip și materie organică în compoziție, lucrat cu mâna, netezit, incizat         | Brună, forma dreptunghiulară, o parte plată pe care se află redate incizii unghiulare, iar partea cealaltă este ușor albiată, la o treime de la unul din capete are o apucătoare. | Muzeul Banatului, Timișoara             | Cimec    |
|      | Statuetă              | Datare: Neolitic timpuriu Descoperit: jud. Timiș, com. Foeni, Foeni, Sălaș Material: Lut ars, netezită, nisip fin și pleavă în compoziție                          | Figurina redă realist un bovideu, probabil un taur, patru picioare, coarnele și coada rupte din vechime, botul este ascuțit, partea anterioară a gâtului este reliefată și unește botul cu pieptul animalului. | Muzeul Banatului, Timișoara             | Cimec    |
|      | Statuie               | Datare: Epipaleolitic Descoperit: jud. Mehedinți, com. Dubova, Dubova, Cuina Turcului Material: Piatră; ciocănire, șlefuire                                        | Rocă cenușie-verzuie, formă ovală aplatizată, în centru o albiere săpată în rocă în jurul căreia sunt săpate șănțuiri meandrice combinate cu șănțuiri scurte verticale, o parte ruptă din vechime. | Muzeul Banatului, Timișoara             | Cimec    |